# Malayepipona clypeata
Malayepipona clypeata (лат.) — вид одиночных ос рода Malayepipona (Eumeninae).

## Распространение
Ориентальная область, в том числе, Вьетнам.

## Описание
Мелкие осы (длина около 1 см). Основная окраска чёрная с желтовато-оранжевыми отметинами. Следующие части оранжево-жёлтые: крупные пятна на верхнем боковом углу и мелкие пятна на нижнем боковом углу наличника, узкая полоса по внутреннему краю глаза, идущая от низа лба до почти глазного синуса, пятно на лбу, пятна на базальной части жвал, на скапусе усиков внизу, узкая перевязь у вершинного края первого тергита. Ноги чёрные, за исключением следующих оранжево-жёлтых отметин: пятна на внутренней стороне передних голеней, верхней части средних и задних бёдер. Проподеальные вальвулы темно-коричневые. Крылья тёмно-коричневые. Голова при взгляде спереди намного шире высоты, примерно в 1,25 раза больше высоты; наличник значительно шире высоты, его ширина примерно в 1,3 раза больше высоты; проподеум с верхней частью, образующей пару относительно тупых зубцов позади заднеспинки, дорсальная и задняя поверхности соединены острым краем, граница между задней и боковой поверхностями резко угловатая; голова и мезосома в очень грубых точках, точки сильно приподняты, образуя сетку. Нижнечелюстные щупики 6-члениковые, а нижнегубные состоят из 4 сегментов (формула 6,4).

## Таксономия
Таксон Malayepipona clypeata был впервые описан в 2013 году вьетнамским гименоптерологом Lien Thi Phuong Nguyen (Institute of Ecology and Biological Resources, Вьетнамская академия наук и технологий, Ханой, Вьетнам) и американским коллегой Джеймсом Карпентером (Американский музей естественной истории, США), а валидный статус подтверждён в ходе ревизии, проведённой в 2021 году китайскими энтомологами Yue Bai, Bin Chen, Ting-Jing Li (Chongqing Normal University, Чунцин, Китай).